# Premio Agatha per il miglior saggio
Il premio Agatha per il miglior saggio (in inglese Best Non-Fiction), è una delle cinque categorie in cui viene assegnato regolarmente, durante il premio letterario statunitense Agatha Award dalla Malice Domestic Ltd. dal 1994 per la migliore biografia pubblicata l'anno precedente, i migliori saggi, bibliografie o altro lavoro di fantasia di un autore del genere mistero. Opere del genere cosiddetto vero crimine, in cui autori prendono il crimine vero come un punto di partenza per uno storia in gran parte fittizia (ad esempio Truman Capote in A sangue freddo), non è permessa. Il premio viene assegnato dalla Malice Domestic Ltd durante una Conferenza Nazionale annuale. Il maggior successo di questa categoria sono stati Alzina Dale Stone (1996 e 1999) e Willetta Heising L. (1997 e 1998), a cui è stato assegnato il premio due volte.
I racconti devono essere stati nel corso dell'anno precedente pubblicati la prima volta in un'antologia.

## Albo d'oro
| Anno | Vincitore                                     | Titolo originale |
| ---- | --------------------------------------------- | --- |
| 1993 | Barbara D'Amato                               | The Doctor, The Murder, The Mystery                                                                                   |
| 1994 | Jean Swanson Dean James                       | By A Woman's Hand |
| 1995 | Alzina Stone Dale                             | Mystery Readers Walking Guide-Chicago                                                                                 |
| 1996 | Willetta L. Heising                           | Detecting Women 2 |
| 1997 | Willetta L. Heising                           | Detecting Men (Pocket Guide)                                                                                          |
| 1998 | Alzina Stone Dale                             | Mystery Reader's Walking Guide To Washington D.C.                                                                     |
| 1999 | Daniel Stashower                              | Teller of Tales: The Life of Arthur Conan Doyle                                                                       |
| 2000 | Jim Huang                                     | 100 Favorite Mysteries of the Century                                                                                 |
| 2001 | Tony Hillerman                                | Seldom Disappointed: A Memoir                                                                                         |
| 2002 | Jim Huang                                     | They Died in Vain: Overlooked, Underappreciated, and Forgotten Mystery Novels                                         |
| 2003 | Elizabeth Peters Kristen Whitbread            | Amelia Peabody's Egypt: A Compendium                                                                                  |
| 2004 | Jack French                                   | Private Eye-Lashes: Radio's Lady Detectives                                                                           |
| 2005 | Melanie Rehak                                 | Girl Sleuth: Nancy Drew and the Women Who Created Her                                                                 |
| 2006 | Chris Roerden                                 | Don't Murder Your Mystery                                                                                             |
| 2007 | Charles Foley Jon Lellenberg Daniel Stashower | Arthur Conan Doyle: A Life in Letters                                                                                 |
| 2008 | Kathy Lynn Emerson                            | How to Write Killer Historical Mysteries                                                                              |
| 2009 | Elena Santangelo                              | Dame Agatha's Shorts                                                                                                  |
| 2010 | John Curran                                   | Agatha Christie's Secret Notebooks                                                                                    |
| 2011 | Leslie Budewitz                               | Books, Crooks and Counselors: How to Write Accurately About Criminal Law and Courtroom Procedure                      |
| 2012 | John Connolly e Declan Burke                  | Books to Die For |
| 2013 | Daniel Stashower                              | The Hour of Peril: The Secret Plot to Murder Lincoln Before the Civil War                                             |
| 2014 | Hank Phillippi Ryan                           | Writes of Passage |
| 2015 | Martin Edwards                                | The Golden Age of Murder: The Mystery of the Writers Who Invented the Modern Detective Story                          |
| 2016 | Jane K. Cleland                               | Mastering Suspense, Structure, and Plot: How to Write Gripping Stories that Keep Readers on the Edge of Their Seats   |
| 2017 | Mattias Boström                               | From Holmes to Sherlock: The Story of the Men and Women Who Created an Icon                                           |
| 2018 | Jane K. Cleland                               | Mastering Plot Twists: How to Use Suspense, Targeted Storytelling Strategies, and Structure to Captivate Your Readers |
| 2019 | Mo Moulton                                    | The Mutual Admiration Society: How Dorothy L. Sayers and her Oxford Circle Remade the World for Women                 |
| 2020 | Christina Lane                                | Phantom Lady: Hollywood Producer Joan Harrison, the Forgotten Woman Behind Hitchcock                                  |
| 2021 | Lee Child e Laurie King                       | How to Write a Mystery: A Handbook from Mystery Writers of America                                                    |